# クダゴンベ
クダゴンベ（学名: Oxycirrhites typus）は、スズキ目ゴンベ科に属する海水魚。クダゴンベ属(Oxycirrhites)を構成する唯一の種（単型）である。最大でも全長13 cm程度にしかならない小型魚で、その和名の通り管状に長く伸びた口吻と、体側に入る赤い格子状の模様が特徴。インド太平洋に広く分布し、日本でも南日本を中心に散発的にみられる。観賞魚として流通することがある。

## 分類
クダゴンベは、スズキ目ゴンベ科のクダゴンベ属Oxycirrhites に属する唯一の種である。
本種はオランダの魚類学者ピーター・ブリーカーによって1857年に初記載された。タイプ標本はインドネシアのアンボン島から得られたものである。ブリーカーはこの時単型のクダゴンベ属Oxycirrhites を設立し、本種にOxycirrhites typus という学名を与えた。このうち、属名のOxycirrhitesは、「尖った」を意味する"oxy "と、ゴンベ科のタイプ属であるイソゴンベ属の学名"Cirrhitus"の複合語で、本種が尖った口吻をもつゴンベ科魚類であることを表している。種小名のtypusは本種がクダゴンベ属のタイプ種であることを表している。クダゴンベ属には本種の記載後少なくとも2種が記載されたが、そのいずれも現在では本種と同一種（シノニム）とされているため、同属は単型の状態が続いている。
標準和名の「クダゴンベ」は、本種の長い吻を管に見立てたものである。

## 形態

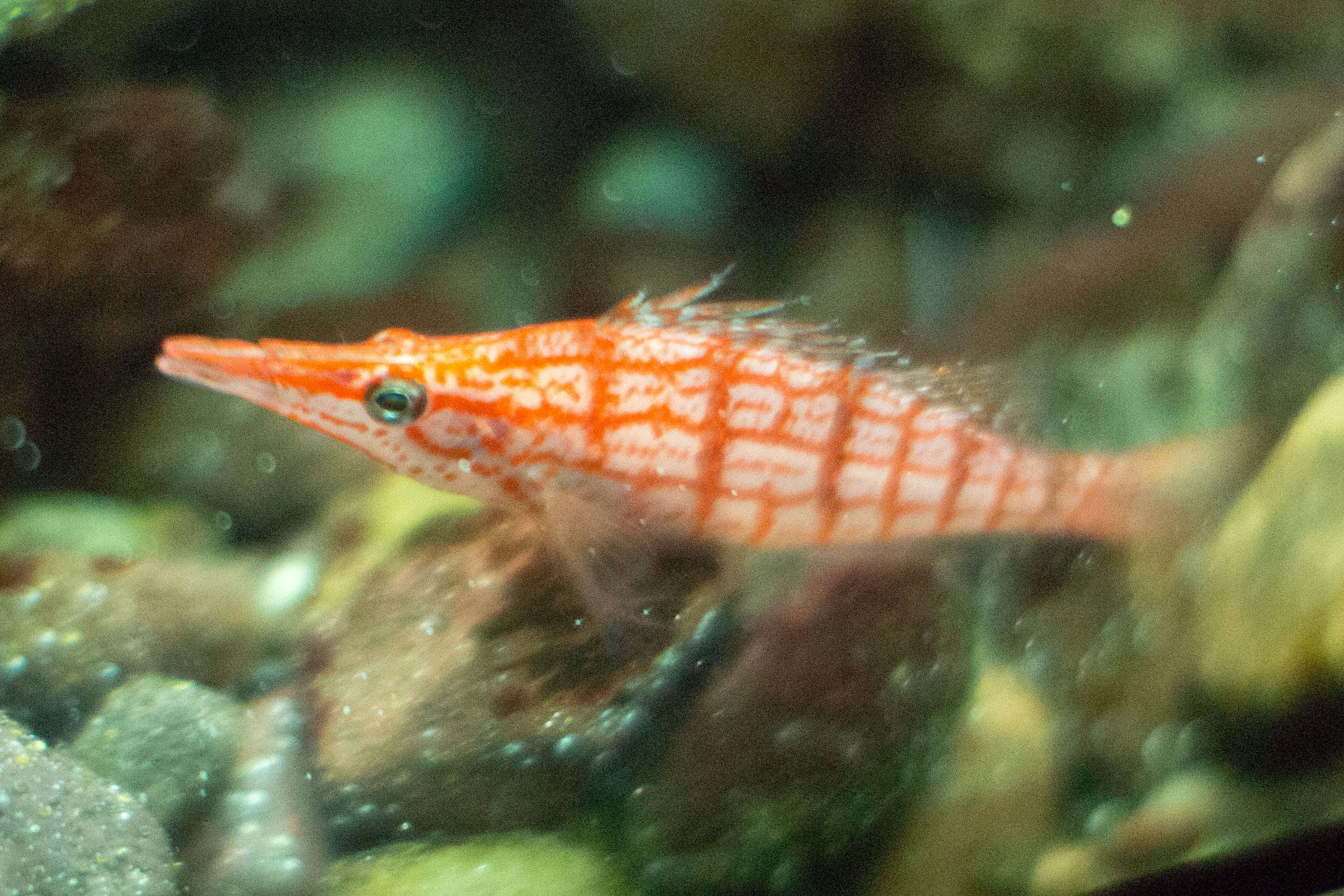
クダゴンベ（シェッド水族館）

本種は他の全てのゴンベ科魚類と、長い吻を持つことで区別できる。吻の長さは頭部の全長のほぼ二倍に相当する。両顎の犬歯は均一な大きさで、内側にある絨毛状歯と比べて僅かに大きい程度である。最大でも全長13 cm程度の小型魚である。背鰭は10棘条13軟条をもち、臀鰭は3棘条7軟条をもつ。ゴンベ科の他種と同様、背鰭の棘部には数本の糸状皮弁がみられる 体色は白を基調とし、赤色の縦帯と横帯が格子状に交差した模様がみられる。一見派手に見えるこの模様は、枝サンゴの間に隠れる際に保護色としてはたらいていると考えられる。

## 分布
本種はインド太平洋に広く分布する。インド洋での本種の生息域は紅海から南へアフリカ東岸をモザンビーク北部やマダガスカルまで広がる。生息域はさらに東へ太平洋へと広がり、東はハワイ諸島や仏領ポリネシアのソシエテ諸島、北は日本、南はオーストラリアまで達する。
日本においては房総半島から琉球列島にかけた南日本の太平洋沿岸で散発的にみられるほか、伊豆諸島と小笠原諸島でもみられる。
水深10-100 mの海域で、ウミトサカ類やヤギ類などの群体上に生息する。

## 生態
本種は底生あるいは浮遊性の小型甲殻類を主に捕食する。小型の魚を捕食するところも観察されたことがある。生息域全域で個体数はそれほど多くなく、各個体が縄張りを持って行動する。ウミトサカ類やヤギ類の群体の周りを活発に遊泳するが、ダイバーが近づくとすぐに枝の間に隠れてしまう。ゴンベ科魚類には性転換を行なうものが多くいるが、本種が性転換を行うかについては不明である。

## 人間との関係
本種は観賞魚として人気があり、野生下で捕獲された個体が流通する。

## ギャラリー

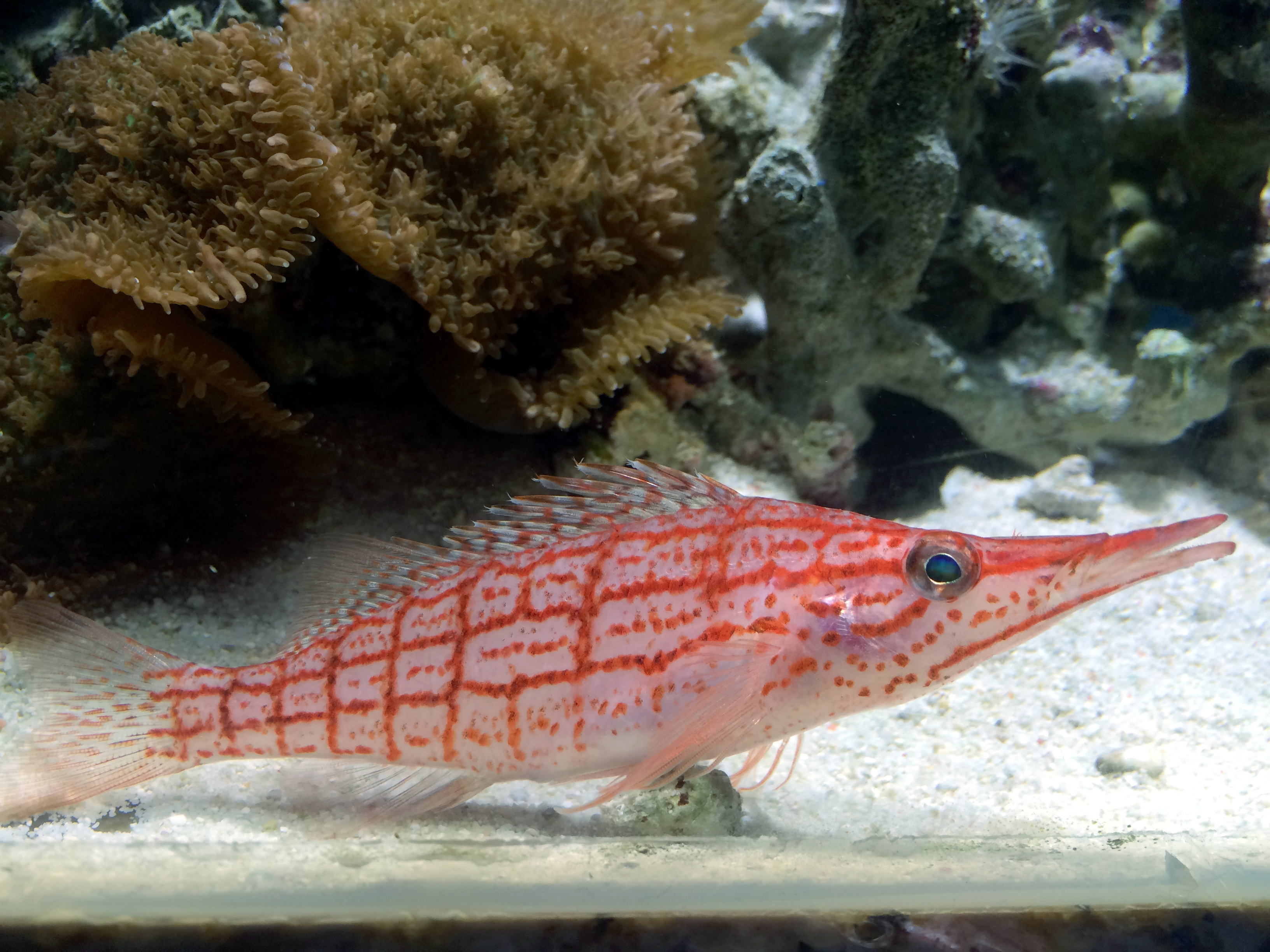
沼津港深海水族館飼育個体
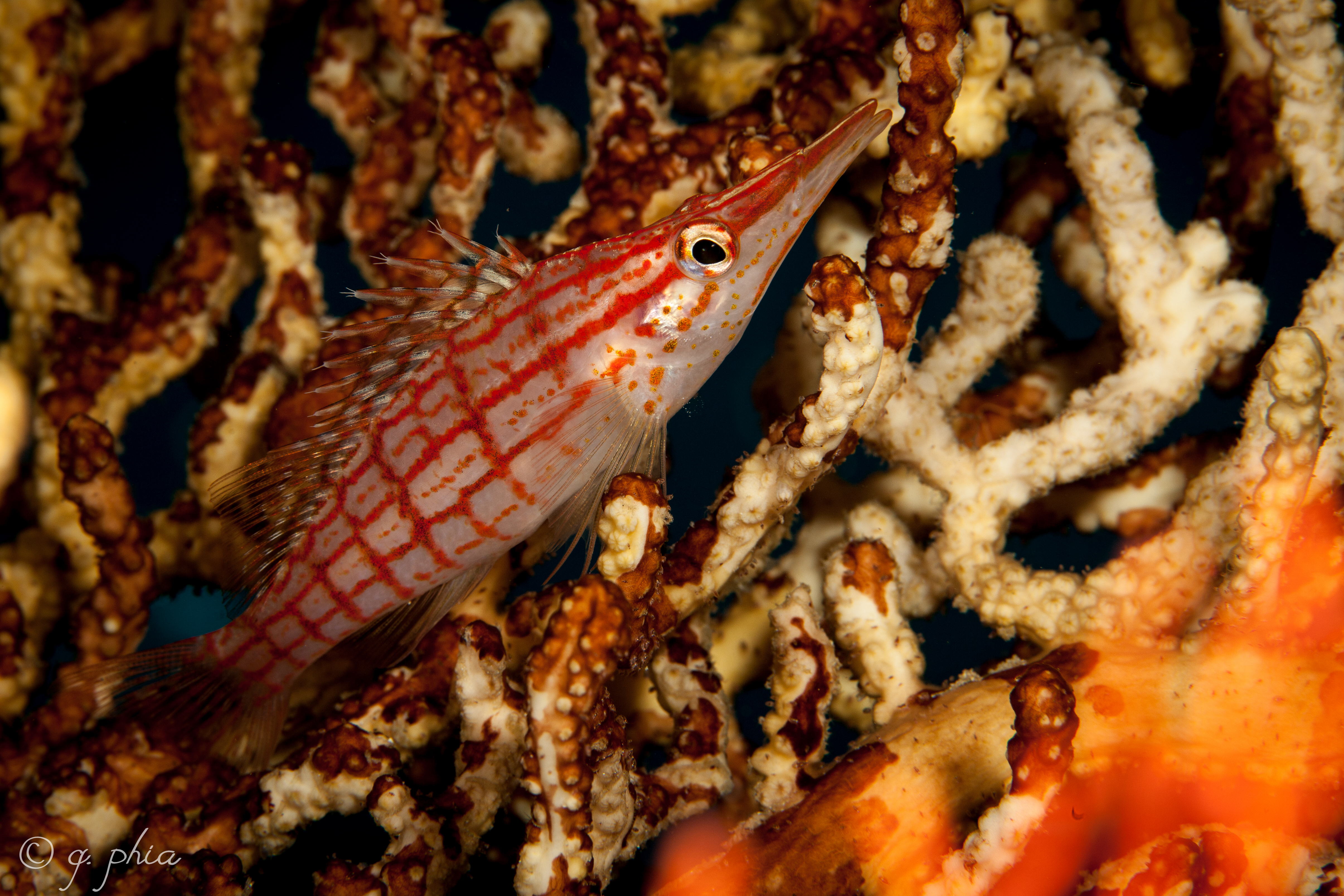
インドネシア、ワカトビ国立公園（英語版）
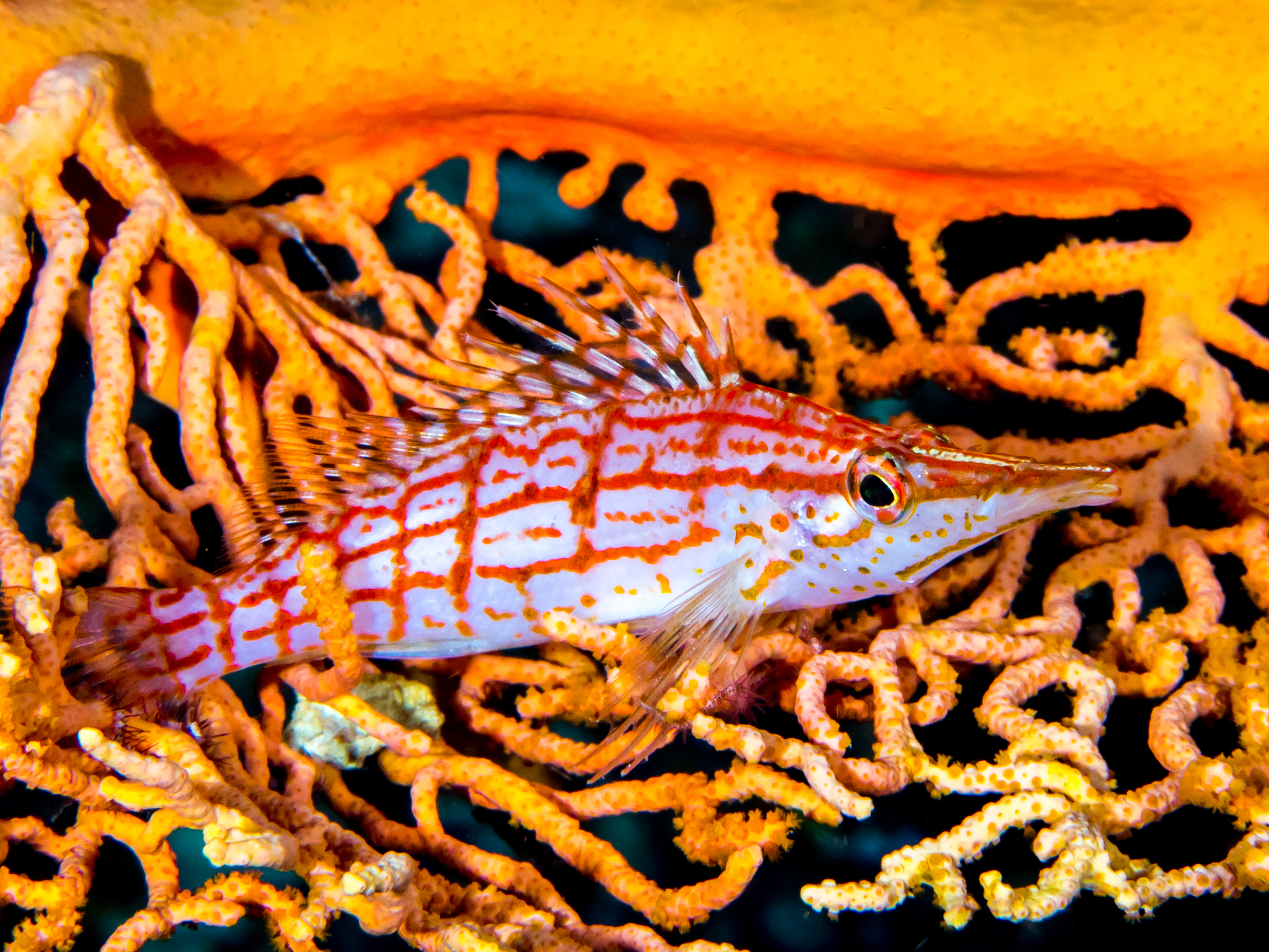
インドネシア、モロタイ島
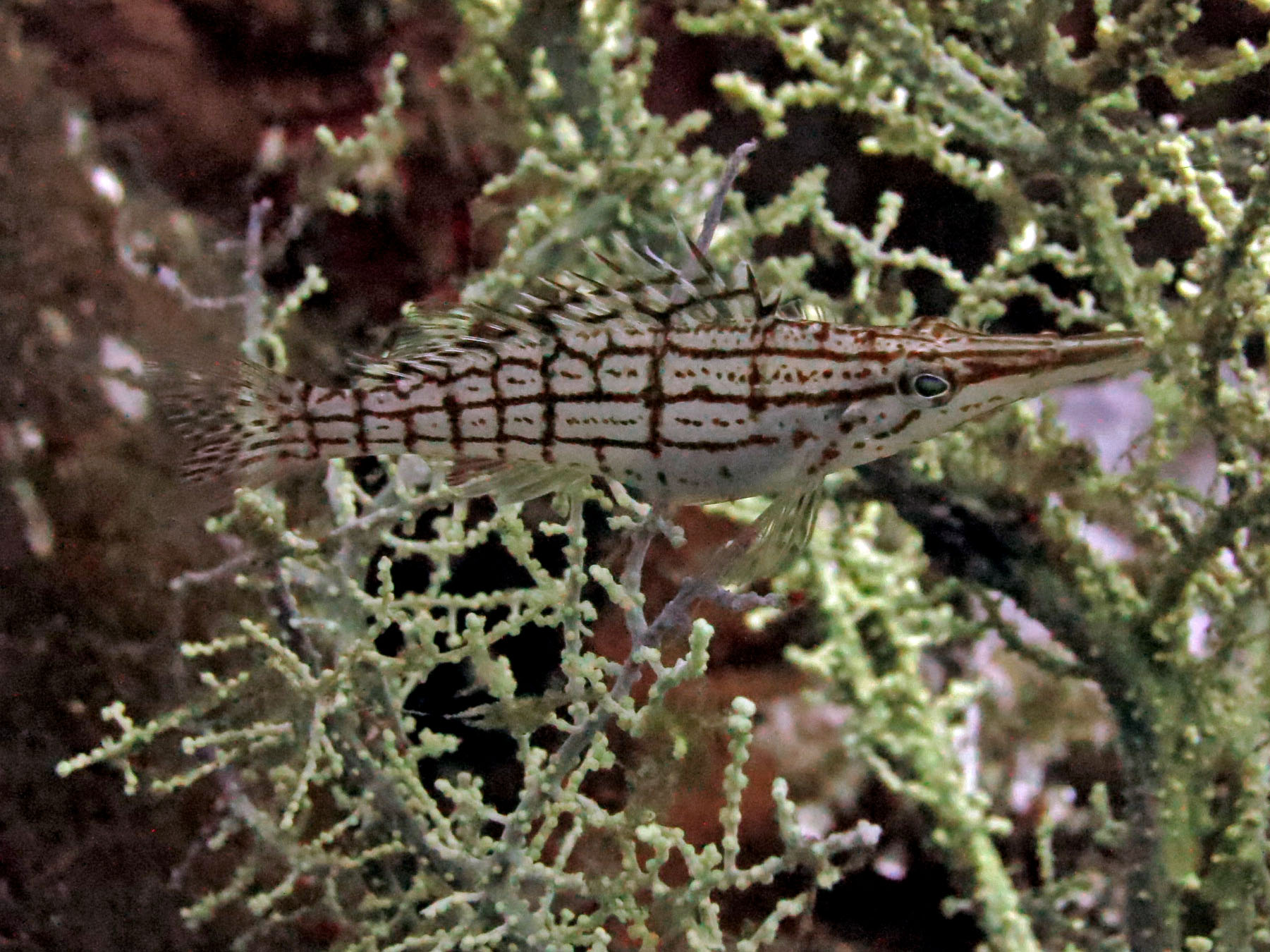
インドネシア、バリ島